# موزه جنگل سنگ‌یادبود
موزه جنگل سنگ‌یادبود یا موزه بیلین (انگلیسی: Stele Forest)، موزه ای برای سنگ یادبود و مجسمه‌های سنگی در منطقه بیلین در شی‌آن، شمال غربی چین است. این موزه، که در یک معبد سابق کنفوسیوس قرار دارد، از سال ۱۰۸۷ مجموعه‌ای در حال رشد از سنگ‌ها را در خود جای داده است. تا سال ۱۹۴۴، این موزه اصلی‌ترین موزه استان شنشی بود.
سنگ‌نگاره مقبره دو زبانه پهلوی-چینی در شی‌آن در این موزه نگهداری می‌شود.